# Bergsvärdie
Bergsvärdie kallades en tjänsteman vid Sala silververk, vilken det ålåg att probera malmer och mineraler, föra smältbok och, tillika med bergshauptmannen, till bergsöverstyrelsen inlämna rapport om smältningen med mera. Han ägde även säte och stämma i gruvrätten, tills denna upphävdes 1852. Tjänsten upphörde, då staten från och med 1888 överlät sin äganderätt till Sala gruva på bergslaget.